# Качанівка (зупинний пункт)
Качанівка — колишній зупинний пункт Харківської дирекції Південної залізниці на дільниці Харків-Слобідський — Лосєве — Зелений Колодязь між станцією Харків-Слобідський і зупинним пунктом 16 км.
Розташований на території міста Харкова. Через колишній зупинний пункт Качанівка пролягає залізнична лінія від станції Харків-Слобідський до станції Лосєве, яка призначена для обслуговування вантажних операцій ряду харківських промислових підприємств (Завод імені В. О. Малишева, ВАТ «Турбоатом» тощо). Пасажирського сполучення на лінії немає.